# Siparuna ovalis
Siparuna ovalis är en tvåhjärtbladig växtart som först beskrevs av Ruiz & Pav., och fick sitt nu gällande namn av A. Dc.. Siparuna ovalis ingår i släktet Siparuna och familjen Siparunaceae. Inga underarter finns listade i Catalogue of Life.